# فرانتسبورغ
فرانتسبورغ (بالألمانية: Franzburg) هي بلدة ألمانية تقع في ألمانيا في مكلنبورغ فوربومرن. يقدر عدد سكانها بـ 1,592 نسمة .

## أعلام
- كارل أنديرس
- مارثا مولر